# Johanna von Wales

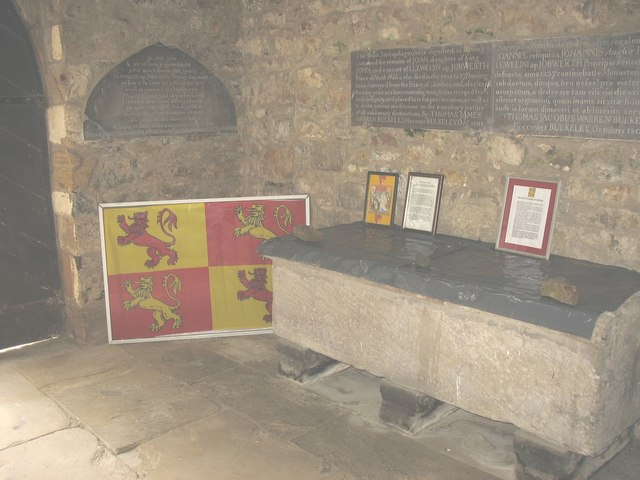
Der Sarkophag von Johanna in der Kirche von Beaumaris

Johanna von Wales (engl. Joan of Wales, walisisch Siwan) († 1237) war eine uneheliche Tochter des englischen Königs Johann Ohneland. Als Frau des walisischen Fürsten Llywelyn ab Iorwerth von Gwynedd war sie eine wichtige Vermittlerin zwischen der englischen Krone und ihrem Mann.

## Leben
Der Name ihrer Mutter und das Jahr ihrer Geburt ist ungeklärt, nach unterschiedlichen Angaben hieß ihre Mutter Clementina, oder sie entstammte einer Beziehung des Königs mit Agatha Ferrers. Um 1203 wurde Johanna aus der Normandie nach England gebracht. Ihr Vater verlobte sie 1204 aus diplomatischen Gründen mit Llywelyn ab Iorwerth, den sie dann im Frühjahr 1205 heiratete. Als Mitgift erhielt ihr Mann die Burg von Ellesmere in Shropshire, die ihm am 16. April 1205 übertragen wurde. Im Gegensatz zu ihrem Mann, Fürst Llywelyn, wurde sie nie als walisische Fürstin, sondern nur als Lady of Wales bezeichnet.
Durch einen Feldzug seines Schwiegervaters wurde Llywelyn 1211 in große Bedrängnis gebracht. Er war zu einem Frieden um jeden Preis bereit und schickte Johanna als Vermittlerin zu ihrem Vater. Johann schloss mit Llywelyn einen Frieden, in dem Llywelyn vier Cantrefi im Nordosten Wales abtreten, große Viehherden als Tribut zahlen und seinen Sohn Gruffydd als Geisel stellen musste, aber im Gegenzug seine Unabhängigkeit behalten konnte. Als Johann im September 1212 einen weiteren Feldzug gegen Wales vorbereitete, warnte Johanna ihren Vater vor einer Verschwörung seiner eigenen Barone, die eine Rebellion gegen den König planten, worauf der König seinen Feldzug abbrach. Ihr Mann nutzte dies, um einen Großteil seiner Besitzungen zurückerobern. 1214 setzte sich Johanna für die walisischen Geiseln in England ein, die 1215 dann auch freigelassen wurden, darunter ihr Stiefsohn Gruffydd.
Auch als ihr Halbbruder Heinrich III. 1216 König wurde, setzte sie weiter ihre familiäre Verbindung für den Ausgleich zwischen ihrem Mann und dem König ein. Im September 1224 traf sie Heinrich III. in Worcester, und 1225 übertrug er ihr die Herrschaft Rothley in Leicestershire und 1226 Condover in Shropshire. 1226 erklärte Papst Honorius III. ihre Geburt nachträglich für legitim. Ihr Bruder zog 1228 die beiden Güter aufgrund des Englisch-Walisischen Krieges wieder ein, aber Johanna traf Heinrich in Shrewsbury und erreichte, dass ihre Güter ihr im November wieder zurückgegeben wurden. Ihr Sohn Dafydd ap Llywelyn huldigte Heinrich 1229.
1230 kam es zu einer tiefen Krise zwischen Llywelyn und Johanna. Der Marcher Lord William de Braose war während des Krieges von 1228 gefangen genommen worden und wurde bis zu seiner Freilassung 1229 am Hofe Llywelyns festgehalten. Eine Bedingung seiner Freilassung war die Verlobung seiner Tochter Isabel mit Johannas Sohn Dafydd. Als Braose Ostern 1230 als Gast seine Tochter am Hofe Llywelyns besuchte, soll Llywelyn Johanna und William zusammen in ihrer Kammer ertappt haben. Er bezichtigte sie des Ehebruchs und ließ William demütigend durch Hängen hinrichten. Johanna wurde bis 1231 gefangen gehalten, doch gelang es ihr sich wieder mit ihrem Mann auszusöhnen. 1232 gehörte sie zu einer Delegation, die Heinrich III. in Shrewsbury traf.
Sie starb am 2. Februar 1237 in Aber bei Bangor und wurde in Llanfaes auf der Insel Anglesey beigesetzt. Llywelyn gründete zu ihrem Andenken dort ein kleines Franziskanerkloster, das in der Reformation aufgelöst wurde. Ihr verzierter Sarkophag ging nach der Reformation verloren und wurde im frühen 19. Jahrhundert, als er als Pferdetränke diente, wiederentdeckt. Er befindet sich heute in der Vorhalle der Kirche von Beaumaris.

## Nachkommen
Aus ihrer Ehe mit Llywelyn hatte sie folgende Kinder:
- Dafydd ap Llywelyn
- Ellen

1. ⚭ 1222 John of Scotland, Earl of Huntingdon
2. ⚭ 1237 oder 1238 Robert de Quincy

Außerdem war sie vermutlich die Mutter von
- Gwladus Ddu
- Margaret († nach 1268)

1. ⚭ 1219 John de Braose
2. ⚭ nach 1232 Walter Clifford von Bronllys und Clifford